# Till Lindemann
Till Lindemann (Lipsia, 4 gennaio 1963) è un cantante e poeta tedesco, famoso per essere il frontman dei Rammstein.

## Biografia
Lindemann ha trascorso l'infanzia nel paese di Wendisch-Rambow, un villaggio presso Schwerin, nella Germania dell'Est. Suo padre era Werner Lindemann, famoso poeta e autore di libri per bambini, premiato con l'"Alex-Wedding-Preis" nell'ex DDR; sua madre, Brigitte "Gitta" Hildegard Lindemann invece, è una scrittrice e giornalista in pensione. Lindemann ha una sorella, Saskia, di sei anni più giovane. I suoi genitori vissero separati per motivi riguardanti la carriera, poi divorziarono nel 1975. Per un breve periodo abitò con il padre ma la loro relazione non era semplice; nel libro Mike Oldfield im Schaukelstuhl, Werner parla dei suoi problemi con l'alcol e delle sue difficoltà di padre con Till adolescente. Il padre morì nel 1993 di cancro allo stomaco. Il primo libro di poesie Messer di Till è dedicato al padre.
A 11 anni fece parte della scuola sportiva SC Empor Rostock, e dal 1977 al 1980 frequentò un collegio scolastico. Nuotò per lo SC Empor Rostock e partecipò ai campionati europei giovanili di nuoto 1978 a Firenze classificandosi undicesimo nei 1500 m stile libero e settimo nei 400 m stile libero con il tempo di 4'17"58. Fu selezionato per le olimpiadi di Mosca del 1980, tuttavia la partecipazione gli fu vietata perché, durante gli allenamenti, si allontanò dall'albergo senza permesso. In un'intervista dichiara che soffrì moltissimo per l'esclusione dal collegio, non avendo più nulla da fare per la maggior parte della giornata. La sua carriera si concluse nel 1979 per colpa di un infortunio all'addome e negli anni seguenti trovò svariate occupazioni lavorative, come falegname, tecnico di gallerie d'arte, estrattore di torba e, infine, artigiano di cesti di vimini.
Iniziò la sua carriera di musicista nel gruppo punk First Arsch, nel quale era il batterista. Fondò i Rammstein nel 1993 insieme al chitarrista Richard Kruspe, amico d'infanzia. In un'intervista a Playboy, Lindemann ha riferito che, durante i primi concerti, insieme agli altri membri della band, ha fatto uso di droghe pesanti ma durante una registrazione a Stoccolma, dove molto probabilmente stavano registrando l'album Sehnsucht, era così imbottito di cocaina, alcool e sigarette che non riusciva neanche a fare due scalini senza cadere; lì decise che il limite era stato raggiunto.
Si sposò a 22 anni con la madre della sua prima figlia, Nele, nata nel 1985. Il matrimonio finì presto. In un'intervista ha affermato di aver trascorso sette anni come padre single. Una seconda figlia, Marie Louise, è nata nel 1993 da Anja Köseling. In un'intervista dice di avere molti altri figli da molte donne, non essendo mai stato fedele.
Nel 2009, sua madre Brigitta Lindemann gli ha dedicato una lettera intitolata Mein Sohn der Frontmann von Rammstein, pubblicata nella rivista "Rostock Deluxe".
Nel 2013 ha fondato il duo industrial metal Lindemann insieme al chitarrista svedese Peter Tägtgren, pubblicando gli album Skills in Pills e F & M. Con l'abbandono di Tägtgren avvenuta nel 2020 il gruppo ha cessato di esistere (salvo l'uscita nel 2021 dell'album dal vivo Live in Moscow), in quanto Lindemann ha proseguito l'attività solista a suo nome.

## Stile
Lindemann ha una voce da baritono che si sforza di rendere rauca. Nel canto è solito arrotare le "r" e ringhiare sugli "ach". Il suo stile di canto si avvicina a una tecnica ben nota nel mondo musicale tedesco, detta Sprechstimme. Si tratta di un modo particolare di pronunciare le parole, che ha origine nelle opere liriche di Richard Wagner ed è stata resa famosa da Arnold Schönberg. Questa tecnica è particolarmente utilizzata in Wiener Blut, Dalai Lama, Mein Teil, Heirate mich, Hilf mir in modo da sottolineare alcune parole chiave nel testo e ottenere determinati effetti drammatici. Una sua mossa caratteristica, nota come "Till Hammer", consiste nel piegarsi leggermente in avanti battendo il tempo sulle cosce con il pugno, a guisa di fabbro; è una forma di headbanging. Oltre alla batteria (suonata con i First Arsch), Lindemann è in grado di suonare la chitarra, il basso e l'armonica a bocca (come ad esempio durante le esecuzioni di Los dei Rammstein). In tutte le esibizioni dei Rammstein è solito utilizzare mezzi pirotecnici, essendo un pirotecnico qualificato; tuttavia ha subito alcuni incidenti durante le esibizioni dal vivo, di cui uno causato dal tastierista Christian Lorenz, e un altro nel 1996 causato dalla caduta di una trave incendiata sul pubblico. Per la registrazione del video Ich tu dir weh si è fatto forare una guancia in modo da applicare una lampadina alla volta del palato. La stessa scena è stata fatta anche per le esecuzioni dal vivo di Rammlied avvenute tra il 2009 e il 2011 e nuovamente nel 2023.

## Poesie

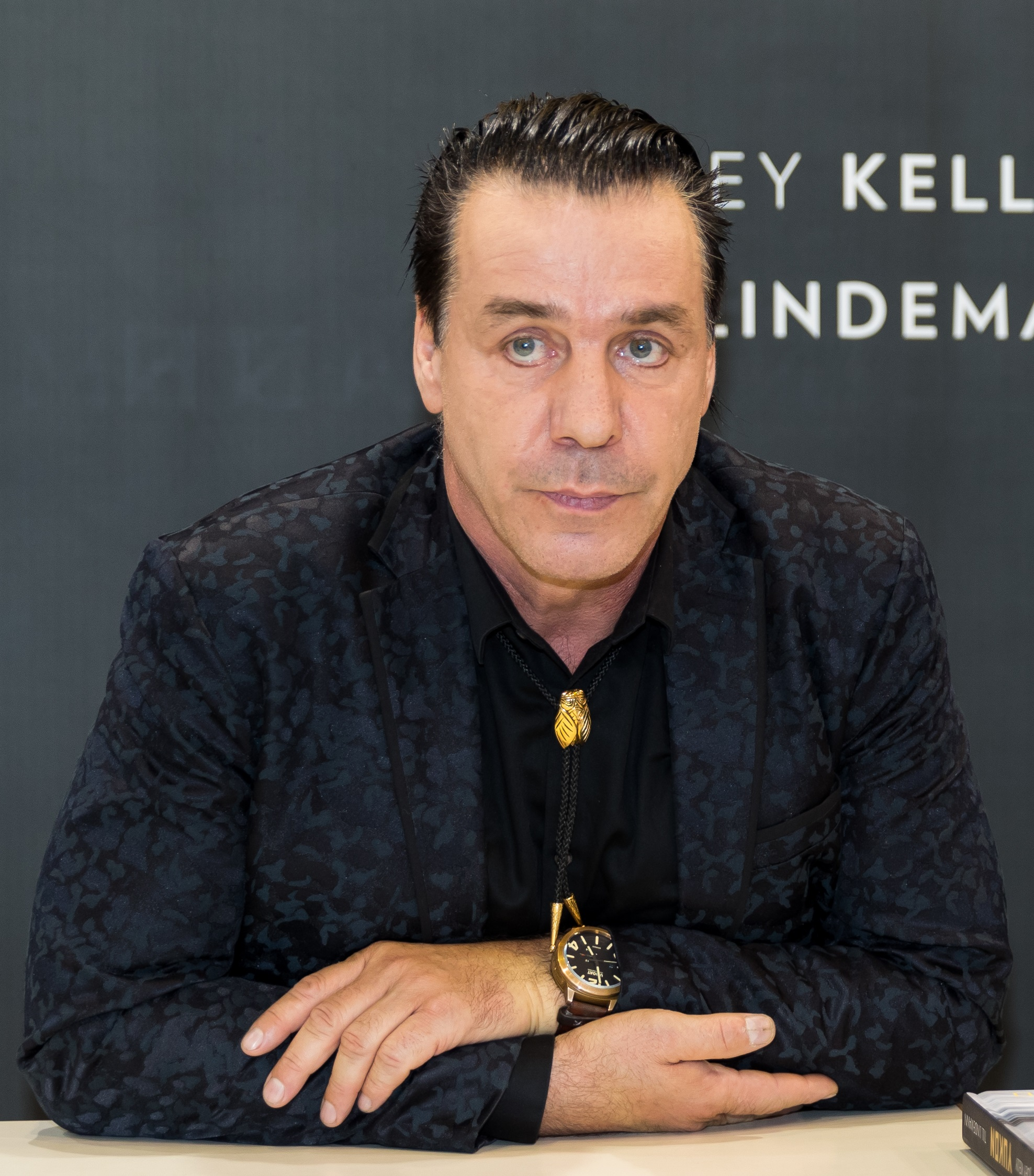
Lindemann nel 2017

Lindemann è l'autore di tre raccolte di poesie: Messer (2002), In stillen Nächten (2013) e 100 Gedichte (2020).

## I testi delle canzoni
Till Lindemann è l'autore della maggior parte dei testi delle canzoni dei Rammstein. Come il nome stesso della band suggerisce, un primo tema forte è costituito dal "disastro" e dalla concezione del mondo contemporaneo come costellato da disastri e da violenza di varia natura. Un secondo tema è l'amore e l'attrazione sessuale e il loro rapporto con il dolore, l'assenza, la morte e la violenza. Un terzo elemento è il confronto con la propria identità tedesca, che rifiuta sia il passato nazista sia l'attuale situazione unificata: le citazioni di fiabe e leggende tedesche e importanti autori tedeschi allontanano i Rammstein dal modello rock statunitense. Sono del tutto escluse le tematiche politiche e sociali, ad eccezione di Links 2-3-4, Amerika e Mein Land in cui si evoca rispettivamente l'appartenenza politica del gruppo, l'imperialismo statunitense e la situazione sociale tedesca. Lindemann si serve spesso di giochi di parole e di diverse figure retoriche, specialmente trattando dei temi più controversi che vengono quindi volutamente esposti con ambiguità, in modo da lasciare aperte diverse interpretazioni; infatti, alcune canzoni trattano di tematiche normalmente considerate tabù, come il cannibalismo, l'incesto, la necrofilia. Una caratteristica dei testi che secondo alcuni risulta particolarmente inquietante è che sono scritti generalmente alla prima persona singolare. Questo perché, secondo Lindemann, risultano più immediati per il pubblico, e non "vigliacchi"; Lindemann infatti sostiene che sarebbe vigliacco parlare alla terza persona delle persone "devianti" attribuendo loro tutte le colpe.

## Provocazioni e controversie
Durante il Family Values Tour negli Stati Uniti d'America, Lindemann è stato arrestato il 5 giugno 1999 a Worcester, in Massachusetts insieme al tastierista Christian Lorenz per aver mimato un rapporto omosessuale durante il brano Bück Dich.
Nel 1999, insieme ai Marilyn Manson, i Rammstein sono stati accusati di aver ispirato il massacro della Columbine High School e di fare propaganda nazista; tale accusa si fece più forte quando fu scoperto che gli autori del massacro, Eric Harris e Dylan Klebold, rivelarono di essere fan del sestetto tedesco, spingendo la destra conservatrice statunitense a sostenere che la pronuncia "alveolare" della "r" da parte di Lindemann richiamasse il modo di parlare di Adolf Hitler. Lindemann ha sconfessato ogni simpatia per il nazismo in numerose interviste, sostenendo fra l'altro che per lui era stato un grande dispiacere sapere che sua figlia si era domandata se le accuse fossero fondate.

## Discografia

### Da solista
Album
- 2023 – Zunge

Singoli
- 2020 – Alle Tage ist kein Sonntag (con David Garrett)
- 2021 – Ljubimyj gorod
- 2021 – Ich hasse Kinder
- 2021 – Le jardin des larmes (ZAZ feat. Till Lindemann)
- 2023 – Zunge
- 2023 – Nass
- 2023 – Schweiss
- 2023 – Lecker
- 2023 – Sport frei
- 2023 – Entre dos tierras
- 2024 – Übers Meer
- 2024 – Meine Welt
- 2025 – Und die Engel singen

### Con i First Arsch
- 1992 – Saddle Up

### Con i Rammstein
- 1995 – Herzeleid
- 1997 – Sehnsucht
- 2001 – Mutter
- 2004 – Reise, Reise
- 2005 – Rosenrot
- 2009 – Liebe ist für alle da
- 2019 – Rammstein
- 2022 – Zeit

### Con i Lindemann
- 2015 – Skills in Pills
- 2019 – F & M

### Collaborazioni
- 1999 – Puhdys – Wilder Frieden (voce in Wut will nicht sterben)
- 2007 – Apocalyptica – Worlds Collide (voce in Helden)
- 2010 – Russ And The Velvets – Lady Revolver (voce in That's Me)
- 2018 – Emigrate – A Million Degrees (voce in Let's Go)
- 2019 – Deichkind – Wer sagt denn das? (voce in 1000 jahre bier)
- 2021 – Emigrate – The Persistence of Memory (voce in Always on My Mind)

## Opere
- 2002: Messer, raccolta di foto e di poesie.[18]
- 2013: In stillen Nächten, raccolta di poesie.[14]
- 2020: 100 Gedichte, raccolta di poesie.

## Filmografia

### Cinema
- Pola X, regia di Leos Carax (1999)
- xXx, regia di Rob Cohen (2002)
- Vinzent, regia di Ayassi (2004)

### Televisione
- Amundsen der Pinguin, regia di Stephen Manuel - film TV (2003)

## Riconoscimenti
- Rossijskaja nacional'naja muzykal'naja premija Viktorija[19]
  - 2021 – Candidatura al Video musicale dell'anno per Ljubimyj gorod
  - 2021 – Candidatura alla Colonna sonora dell'anno per Ljubimyj gorod